# 在りし日の歌
『在りし日の歌』（ありしひのうた）は1938年（昭和12年）4月に中原中也が刊行した、日本の詩集。
発売元は創元社。カバーは青山二郎。中也の没後に刊行された。

## 発売まで
中原中也は1937年9月に本書を編集して、原稿を清書した。それを小林秀雄に託す。しかし10月22日に中也は死去する。死去から半年を経た1938年4月15日、創元社により初版600部が刊行された。6月に300部が再販されている。

## 収録作品
収録作品は大きく「在りし日の歌」と「永訣の秋」の2つの章に分かれている。作品数は前者が42篇、後者が16篇である。
後記によると、在りし日の歌に収めたのは、『山羊の歌』以降に発表された詩の過半数で、最も古い作品で1925年（大正14年）であり、最も新しいものでは1937年（昭和12年）のものがある。
最初のページには、「亡き児文也の霊に捧ぐ」と、1936年に2歳で死去した子息への献辞が記された。文也に関する詩も「この小児」や「春と赤ン坊」など複数収録されている。